# Теодора Духовнікова
Теодора Духовникова (болг. Теодора Духовникова; нар. 14 грудня 1977 року, Софія, НРБ) — болгарська акторка.

## Життєпис
Теодора Духовникова народилася 14 грудня 1977 року у Софії. Теодора закінчила Болгарську національну академію театрального та кіномистецтва. У 2003 році Духовнікова почала грати на сцені Національного театру Івана Вазова та стала однією з найуспішніших театральних актрис Болгарії. Також Теодора бере участь у багатьох болгарських кінематографічних проектах. 

## Вибіркова фільмографія
- Гаммільтон (2007)
- Всюдисущий (2017)